# Luca Pontigo
Luca Alonso Pontigo Marín (Santiago, Región Metropolitana, Chile, 25 de noviembre de 1994) es un futbolista chileno que se desempeña como delantero en San Antonio Unido de la Segunda División Profesional de Chile.

## Trayectoria

### Colo-Colo
Comienza su carrera cuando en 2012 es ascendido al primer equipo de Colo-Colo. Por ese entonces, era el centro delantero titular indiscutido de Colo-Colo "B", siendo el goleador del equipo. 
Debutó en el primer equipo de Colo-Colo el 8 de julio de 2012, en un partido contra Deportes Iquique válido por la primera fecha del Torneo Clausura. En dicho encuentro, realizó el pase-gol que significaría el triunfo del equipo albo por 1-0 sobre Deportes Iquique. En el debut del popular en Copa Chile frente a Unión San Felipe, ingresa en el minuto 70 reemplazando a Jean Paul Pineda, anotando dos tantos, ambos tras habilitación de José Pedro Fuenzalida.
Tras debutar en Primera División pasó a jugar en Primera B de Chile por Magallanes, Rangers, Iberia, Independiente de Cauquenes, Real San Joaquín y el 2018 en Deportes Santa Cruz.
En Deportes Santa Cruz jugó en Segunda División en donde tuvo una gran actuación, jugando en 26 partidos y anotando 9 goles, lo que le permitió a Deportes Santa Cruz alzar el título de Campeón de Segunda División 2018 y ascendiendo a Primera B.
El año 2019, jugando en Primera B de Chile por Deportes Santa Cruz, participó en 23 partidos y anotó 7 goles.

### Deportes Copiapó
Para el año 2020 ficharía por Deportes Copiapó en la cual jugó todo el torneo y anotó 9 goles. Para el año siguiente sería cedido por Deportes Copiapó hacia Coquimbo Unido en donde alza el título de Campeón de Primera B 2021.
En febrero del 2022 Deportes Copiapó anuncia su retorno al club. El 9 de marzo del 2022 debuta frente a Barnechea, de local en el Estadio Luis Valenzuela Hermosilla, donde el encuentro empató 1-1 jugando todo el partido y recibiendo una tarjeta amarilla a los 31 minutos. El torneo en Primera B de Chile 2022 finalizaría el 31 de octubre en donde Copiapó finalizaría en 3.er lugar de la tabla general y accediendo a la liguilla de ascenso. Luego de ganar la liguilla a Universidad de Concepción por un global 5-1, a Deportes Puerto Montt por un global de 4 a 3 y a Cobreloa por un resultado histórico de visita de 5 a 0, Deportes Copiapó asciende por primera vez a Primera División del fútbol chileno. Gracias a este hecho, Pontigo sería uno de los pocos jugadores de la historia del torneo de Chile en subir por 2.º año consecutivo a primera división.

## Estadísticas
| Club                        | Div.          | Temporada     | Liga  | Liga  | Copas nacionales | Copas nacionales | Torneos internacionales | Torneos internacionales | Total | Total |
| Club                        | Div.          | Temporada     | Part. | Goles | Part.            | Goles            | Part.                   | Goles                   | Part. | Goles |
| --------------------------- | ------------- | ------------- | ----- | ----- | ---------------- | ---------------- | ----------------------- | ----------------------- | ----- | ----- |
| Colo-Colo 'B' · Chile       | 3.ª           | 2012          | 16    | 12    | —                | —                | —                       | —                       | 16    | 12    |
| Colo-Colo 'B' · Chile       | 3.ª           | 2013          | 15    | 8     | —                | —                | —                       | —                       | 15    | 8     |
| Colo-Colo 'B' · Chile       | 3.ª           | 2013-14       | 4     | 1     | —                | —                | —                       | —                       | 4     | 1     |
| Colo-Colo 'B' · Chile       | Total club    | Total club    | 35    | 21    | 0                | 0                | 0                       | 0                       | 35    | 21    |
| Colo-Colo · Chile           | 1.ª           | 2012          | 1     | 0     | 5                | 3                | —                       | —                       | 6     | 3     |
| Colo-Colo · Chile           | 1.ª           | 2013          | —     | —     | 1                | 0                | —                       | —                       | 1     | 0     |
| Colo-Colo · Chile           | Total club    | Total club    | 1     | 0     | 6                | 3                | 0                       | 0                       | 7     | 3     |
| Magallanes · Chile          | 2.ª           | 2014          | 18    | 2     | —                | —                | —                       | —                       | 18    | 2     |
| Magallanes · Chile          | Total club    | Total club    | 18    | 2     | 0                | 0                | 0                       | 0                       | 18    | 2     |
| Rangers · Chile             | 2.ª           | 2014-15       | 13    | 1     | —                | —                | —                       | —                       | 13    | 1     |
| Rangers · Chile             | Total club    | Total club    | 13    | 1     | 0                | 0                | 0                       | 0                       | 13    | 1     |
| Iberia · Chile              | 2.ª           | 2015-16       | 5     | 0     | 1                | 0                | —                       | —                       | 6     | 0     |
| Iberia · Chile              | Total club    | Total club    | 5     | 0     | 1                | 0                | 0                       | 0                       | 6     | 0     |
| I. de Cauquenes · Chile     | 3.ª           | 2016-17       | 17    | 3     | —                | —                | —                       | —                       | 17    | 3     |
| I. de Cauquenes · Chile     | Total club    | Total club    | 17    | 3     | 0                | 0                | 0                       | 0                       | 17    | 3     |
| Deportes Santa Cruz · Chile | 3.ª           | 2018          | 26    | 13    | —                | —                | —                       | —                       | 26    | 13    |
| Deportes Santa Cruz · Chile | 2.ª           | 2019          | 23    | 7     | 3                | 2                | —                       | —                       | 26    | 9     |
| Deportes Santa Cruz · Chile | Total club    | Total club    | 49    | 20    | 3                | 2                | 0                       | 0                       | 52    | 22    |
| Deportes Copiapó · Chile    | 2.ª           | 2020          | 26    | 9     | —                | —                | —                       | —                       | 26    | 9     |
| Deportes Copiapó · Chile    | Total club    | Total club    | 26    | 9     | 0                | 0                | 0                       | 0                       | 26    | 9     |
| Coquimbo Unido · Chile      | 2.ª           | 2021          | 19    | 0     | 8                | 1                | —                       | —                       | 27    | 1     |
| Coquimbo Unido · Chile      | Total club    | Total club    | 19    | 0     | 8                | 1                | 0                       | 0                       | 27    | 1     |
| Deportes Copiapó · Chile    | 2.ª           | 2022          | 0     | 0     | —                | —                | —                       | —                       | 0     | 0     |
| Deportes Copiapó · Chile    | 1.ª           | 2023          | 0     | 0     | 0                | 0                | —                       | —                       | 0     | 0     |
| Deportes Copiapó · Chile    | Total club    | Total club    | 0     | 0     | 0                | 0                | 0                       | 0                       | 0     | 0     |
| Total carrera               | Total carrera | Total carrera | 183   | 56    | 18               | 6                | 0                       | 0                       | 201   | 62    |
| 1. 2.                       |               |               |       |       |                  |                  |                         |                         |       |       |

## Palmarés

### Campeonatos nacionales
| Título           | Club                | País  | Año  |
| ---------------- | ------------------- | ----- | ---- |
| Segunda División | Deportes Santa Cruz | Chile | 2018 |
| Primera B        | Coquimbo Unido      | Chile | 2021 |

### Distinciones individuales
| Distinción                           | Año  |
| ------------------------------------ | ---- |
| Mejor Jugador de la Segunda División | 2018 |